# آنه لیزه کوپرز
آنه لیزه کوپرز (آلمانی: Anneliese Küppers; ۶ اوت ۱۹۲۹ – ۲۴ سپتامبر ۲۰۱۰) سوارکار اهل آلمان بود.